# ゲフィオン (防護巡洋艦)
| 写真は「ゲフィオン」。 | |
| 艦歴                   | |
| 発注                   | シーヒャウ社ダンツィヒ造船所 |
| 起工                   | 1892年3月28日 |
| 進水                   | 1893年3月31日 |
| 就役                   | 1894年10月2日 |
| 退役                   | 1919年11月5日 |
| その後                 | 1914年に武装撤去、1916年に宿泊艦として使用。1919年に民間に売却され、商船「アドルフ・ゾンマーフェルト（Adolf Soerfeld）」に改装されて就航。 1923年に解体処分。 |
| 前級                   | イレーネ級 |
| 次級                   | カイゼリン・アウグスタ |
| 性能諸元               | |
| 排水量                 | 常備：4,208トン 満載：-トン |
| 全長                   | 110.49m 109.27m(水線長) |
| 全幅                   | 13.21m |
| 吃水                   | 6.48m |
| 機関                   | 形式不明石炭専焼円缶-基 +レシプロ機関2基2軸推進 |
| 最大 出力              | 9,000hp |
| 最大 速力              | 19.0ノット |
| 航続 距離              | 12ノット/5,820海里 |
| 燃料                   | 石炭：460トン（満載） |
| 乗員                   | 302名 |
| 兵装                   | クルップ 1907年型 10.5cm（35口径）単装砲10基 クルップ 5cm（40口径）単装砲6基 45cm水中魚雷発射管単装2基                                                        |
| 装甲                   | 甲板：39.8mm |

ゲフィオン (ドイツ語:SMS Gefion) は、1894年に就役したドイツ海軍の小型巡洋艦（Kleiner Kreuzer）である。艦名は北欧神話の女神であるゲフィオン (Gefion)に因む。

## 概要
本艦はドイツ海軍の1893年計画で整備された小型巡洋艦であった。当初はコルベットに類別されたが1899年に小型巡洋艦に類別し直された。本艦は竣工時から帆走を必要としない機関航行専門の巡洋艦として設計された初の艦である。

## 艦形

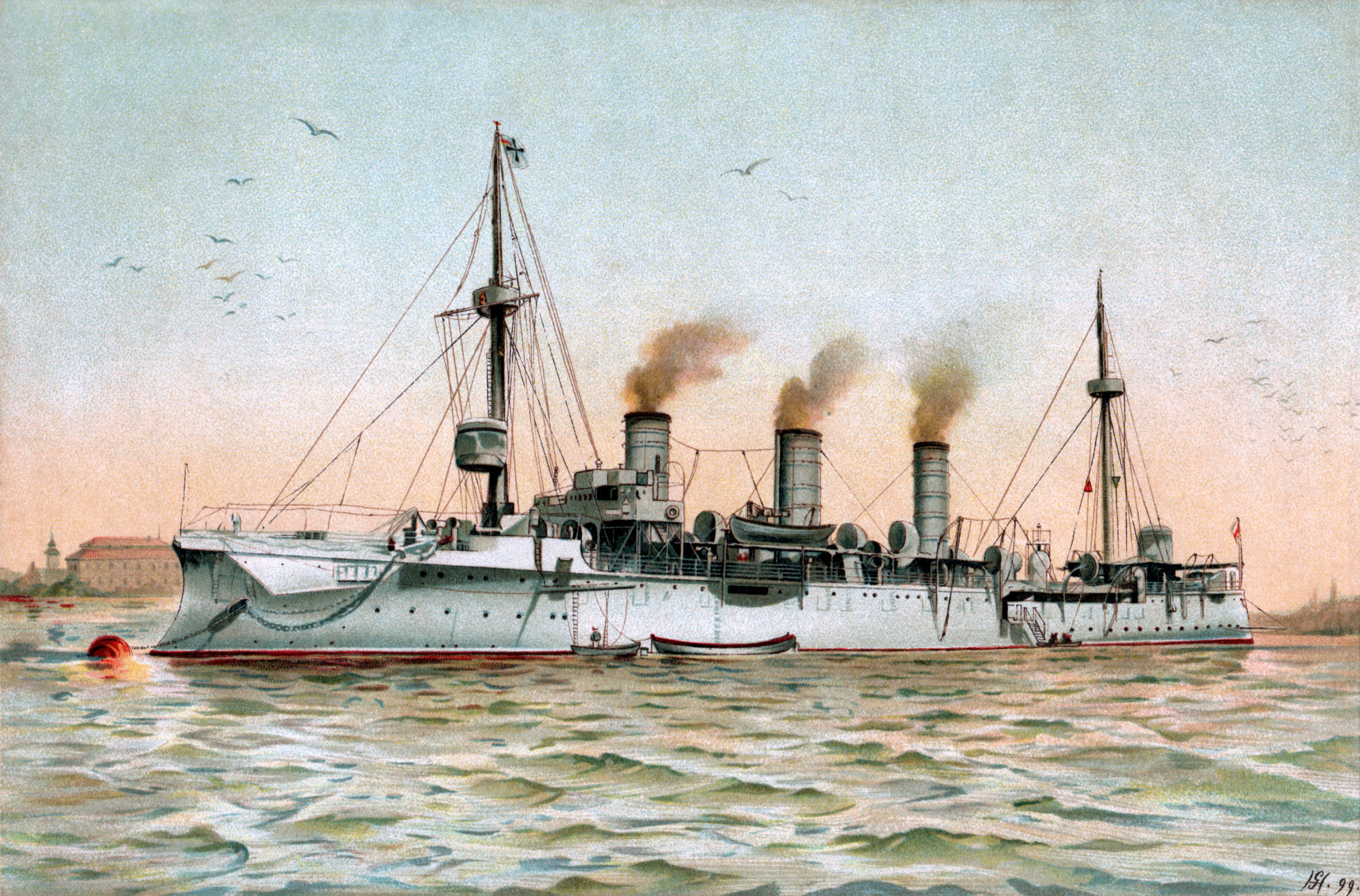
1899年に描かれたゲフィオン

本級の船体形状は乾舷の高い平甲板型船体である。水面下に衝角を持つ艦首から艦首甲板上に中部に探照灯台を配置した単脚式の前部マストが1基、その下に波切り板の内側に主砲として防盾付きの「10.5cm（35口径）速射砲」を単装砲架で並列配置で2基、下部に司令塔を組み込んだ箱型艦橋、艦橋構造の背後から等間隔に3本の煙突が立ち、周囲には煙管型の通風筒が立ち、周りは艦載艇置き場となっている。艦載艇は舷側部の2本1組のボート･ダビッドが片舷3組の計6組で運用された。
舷側甲板上には等間隔に10.5cm速射砲が単装砲架で片舷3基ずつ配置されていた。3番煙突の後部から単脚式の後檣が立ち、基部に探照灯台が設けられた。艦尾甲板上には艦首と同じく10.5cm速射砲が後ろ向きに並列配置で2基ずつ配置されていた。

## 参考図書
- 「世界の艦船増刊第60集　ドイツ巡洋艦史」(海人社)
- 「Conway All The World's Fightingships 1860-1905」（Conway）
- 「Conway All The World's Fightingships 1906–1921」（Conway）